# Jeep Comando

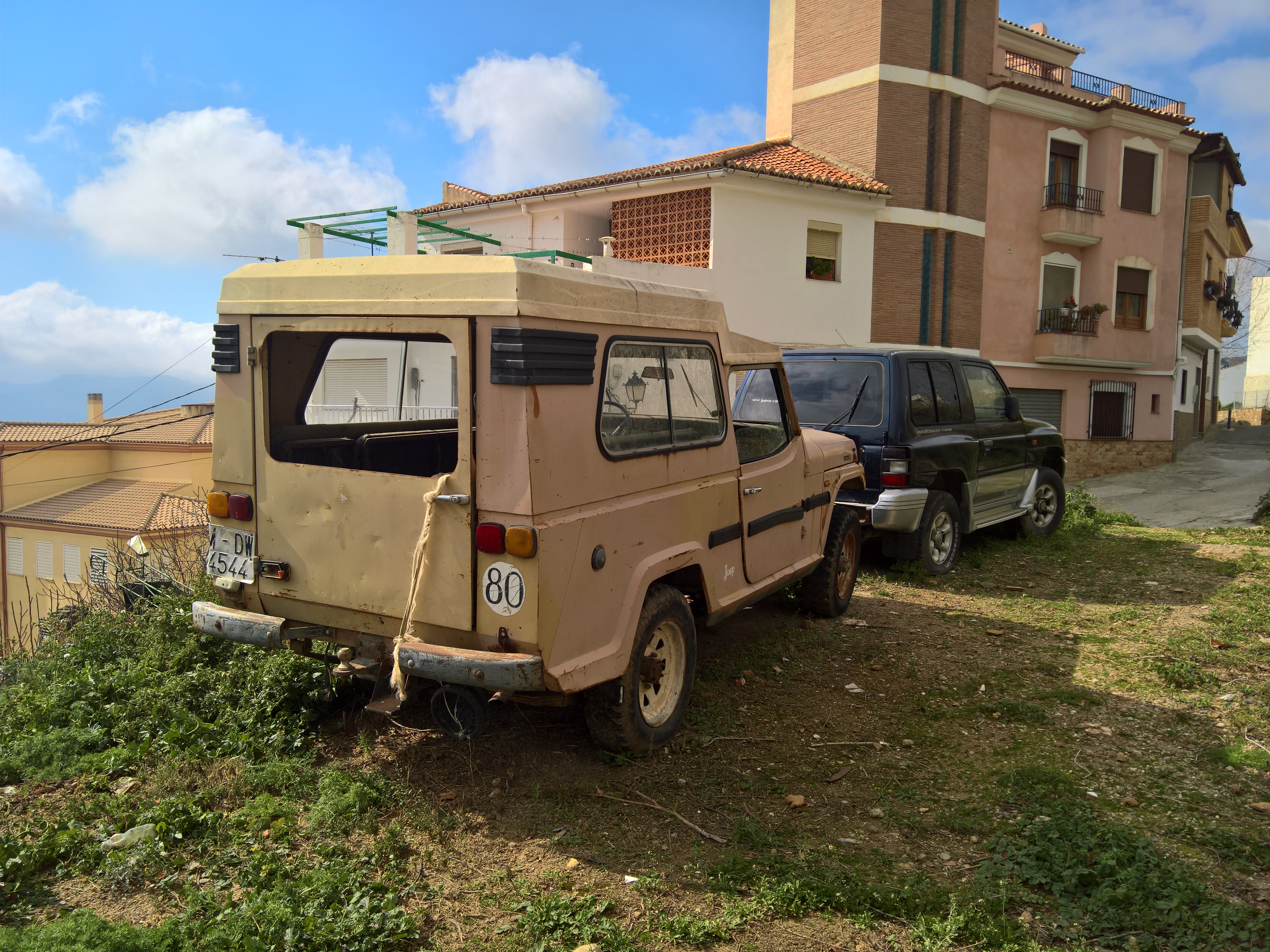
Vista trasera de un Comando HDI, con mayor capacidad de carga.

El Jeep Comando es un vehículo todoterreno comercializado desde 1968 hasta los años 1980 por la empresa zaragozana Viasa. Fue construido bajo licencia de Willys por Carde y Escoriaza. La empresa francesa Hotchkiss intentó venderla en su mercado local sin demasiado éxito. Se vendió bajo diferentes denominaciones comerciales: Furgón para la versión furgoneta cerrada, Toledo la versión de pasajeros, Dúplex la versión de cabina doble y Campeador la versión de caja abierta. También fue vendida en sus últimos años bajo las marcas Jeep-Ebro y Jeep-Avia. En total, sumando todas sus variantes, se construyeron unas 8 000 unidades.
Cuenta con un chasis de largueros y travesaños sobre el que se monta una carrocería con diseño basado en su homólogo americano Jeepster Commando. Equipó en un principio un motor 2.0 L Barreiros de 63 cv así como un motor Hurricane F4-134 de la misma potencia, tras la compra de VIASA por parte de Motor Ibérica, fue sustituido en principio por el modelo S con motor Perkins 4108 1760 cc 57Cv 1975-1981 y desde 1978 por el motor Perkins 4.165, diésel, de 71 cv, . Se fabricó además bajo encargo de la empresa estadounidense un lote equipado con motores V6, destinados a la exportación a Sudamérica. Los motores iban siempre asociados a una caja de cambios de 4 relaciones fabricada por UGO bajo licencia Warner.
Hasta 1974 montaba de serie tapacubos cromados, elemento que se perdió para dejar paso a una orientación de producto más laboral y agrícola.
Se fabricaron las versiones HD, por Heavy Duty, con ciertas mejoras mecánicas; y la HDI, con mayor capacidad de carga gracias a un techo de fibra de vidrio con mayor altura y con una caída vertical de la tapa del maletero.
En 1979, la empresa matriz lanzó una competición diseñada para estos vehículos, denominada Copa de España de Jeep Cross.